# Bambaras
Os Bambaras (Bamana na sua própria língua, ou algumas vezes Banmana) são um grupo étnico mandés que vive no oeste de África, principalmente no Mali mas também na Guiné, Burkina Faso e Senegal. Considera-se que eles estão entre os maiores grupos étnicos mandés, e são o grupo mandé dominante no Mali, com 80% da população a falar a língua bambara, independentemente da etnia.

## Nome
Permanece o debate sobre a significado exato do nome "Bamanan". Há quem defenda que que o nome Bamana significa "Aqueles que rejeitam a Deus" ("infiel" ou "bárbaro") derivada das palavras mandés Ban (rejeitar ou rebelar-se) e ana (Deus). No entanto parece pouco provável que os vizinhos muçulmanos, na época antes da conversão, denominassem os Bamana na sua própria língua, e os Bamana aceitaram efectivamente "o seu" Deus ou Deuses, tornando-se assim num nome improvável para se atribuírem a si próprios. Algumas pessoas Banmana, indo noutro sentido, traduziram o nome como "aceitação de nenhum mestre". Não há nenhum consenso na origem do nome ou significado do nome. Provavelmente, o nome Banmana é uma transliteração inexata de "Banmana" do francês.

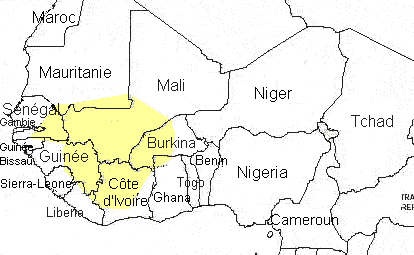
Centro histórico do povo bambara

## História
Os Bambaras tiveram origem como uma secção nobre dos mandingas, os fundadores do Império do Mali no século XIII. Tanto Mandingas como Bambaras são parte do grupo étnico Mandés, cuja história pode ser documentada até locais próximos a Tichite (agora parte do Deserto do Saara no sul da Mauritânia), onde os centros urbanos começaram a surgir antes de 1 500 a.C.. Em 250 a.C. um subgrupo Mandé, os bozos, fundou a cidade de Jené. Entre 300 e 1100 os soninquês Mandé dominaram o Sudão Ocidental, governando o Império do Gana. Quando o Império Songai Mandé se dissolveu após {{DC|1600, muitos grupos falantes de Mandé ao longo da parte superior da bacia do rio Níger voltaram em direção ao interior. Os Bambaras ressurgiram nestes meios com a ascensão do Império Bambara nos anos 1740.